# Coccidioides
Coccidioides är ett släkte av svampar. Coccidioides ingår i familjen Onygenaceae, ordningen Onygenales, klassen Eurotiomycetes, divisionen sporsäcksvampar och riket svampar.
|              | Chrysosporium                          |
|              |                                        |
|              | Auxarthron                             |
|              |                                        |
|              | Anixiopsis                             |
|              |                                        |
|              | Aphanoascus                            |
|              |                                        |
|              | Amauroascus                            |
|              |                                        |
|              | Nannizziopsis                          |
|              |                                        |
|              | Mallochia                              |
|              |                                        |
|              | Bifidocarpus                           |
|              |                                        |
|              | Neoarachnotheca                        |
|              |                                        |
|              | Castanedomyces                         |
|              |                                        |
|              | Chlamydosauromyces                     |
|              |                                        |
| Coccidioides | \| \| Coccidioides immitis \| \| \| \| |
|              | \| \| Coccidioides immitis \| \| \| \| |
|              | Pseudoamauroascus                      |
|              |                                        |
|              | Xanthothecium                          |
|              |                                        |
|              | Uncinocarpus                           |
|              |                                        |
|              | Renispora                              |
|              |                                        |
|              | Pectinotrichum                         |
|              |                                        |
|              | Ascocalvatia                           |
|              |                                        |
|              | Shanorella                             |
|              |                                        |
|              | Onygena                                |
|              |                                        |
|              | Brunneospora                           |
|              |                                        |
|              | Byssoonygena                           |
|              |                                        |
|              | Coccidioides immitis                   |
|              |                                        |

|  | Coccidioides immitis |
|  |                      |

## Källor

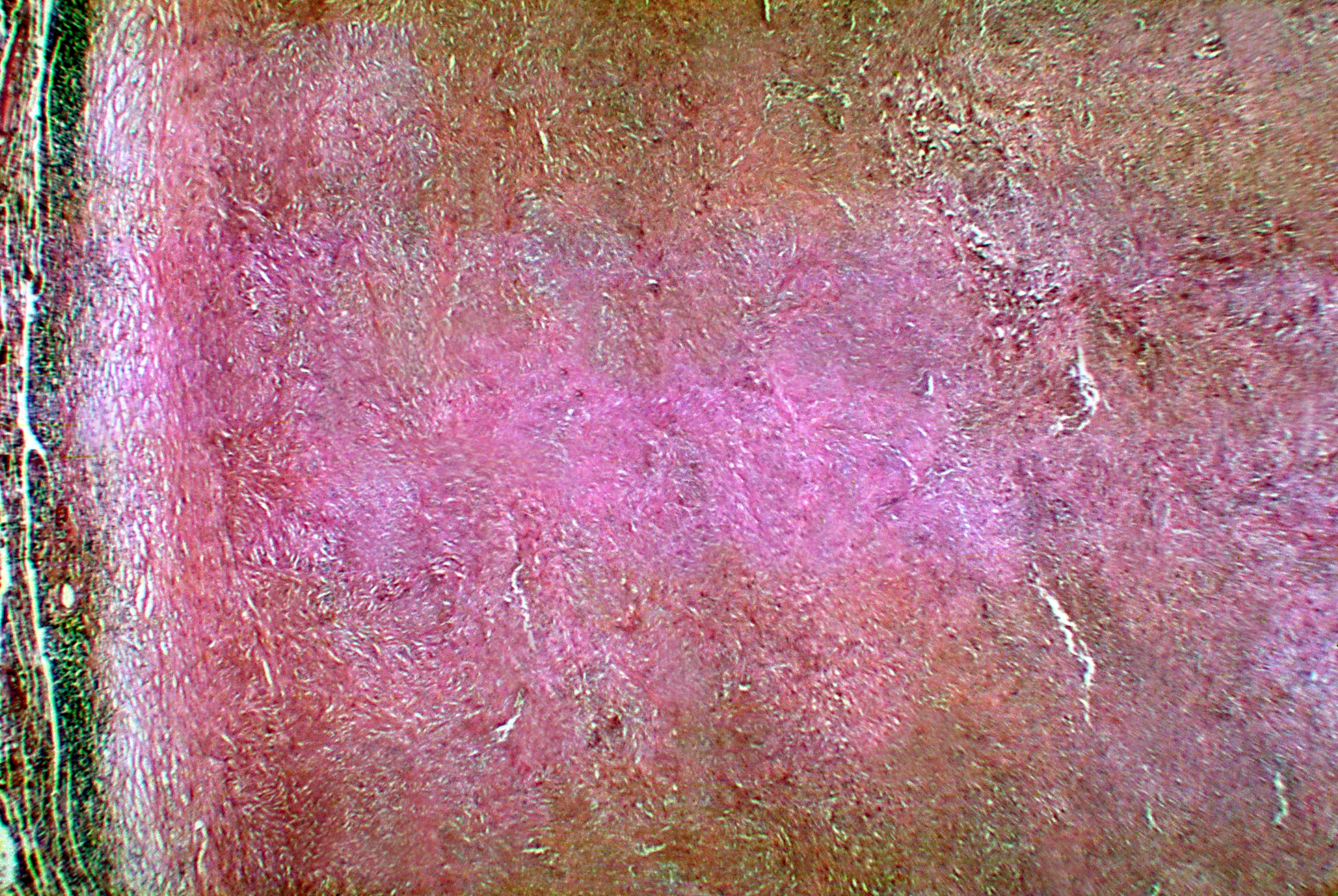
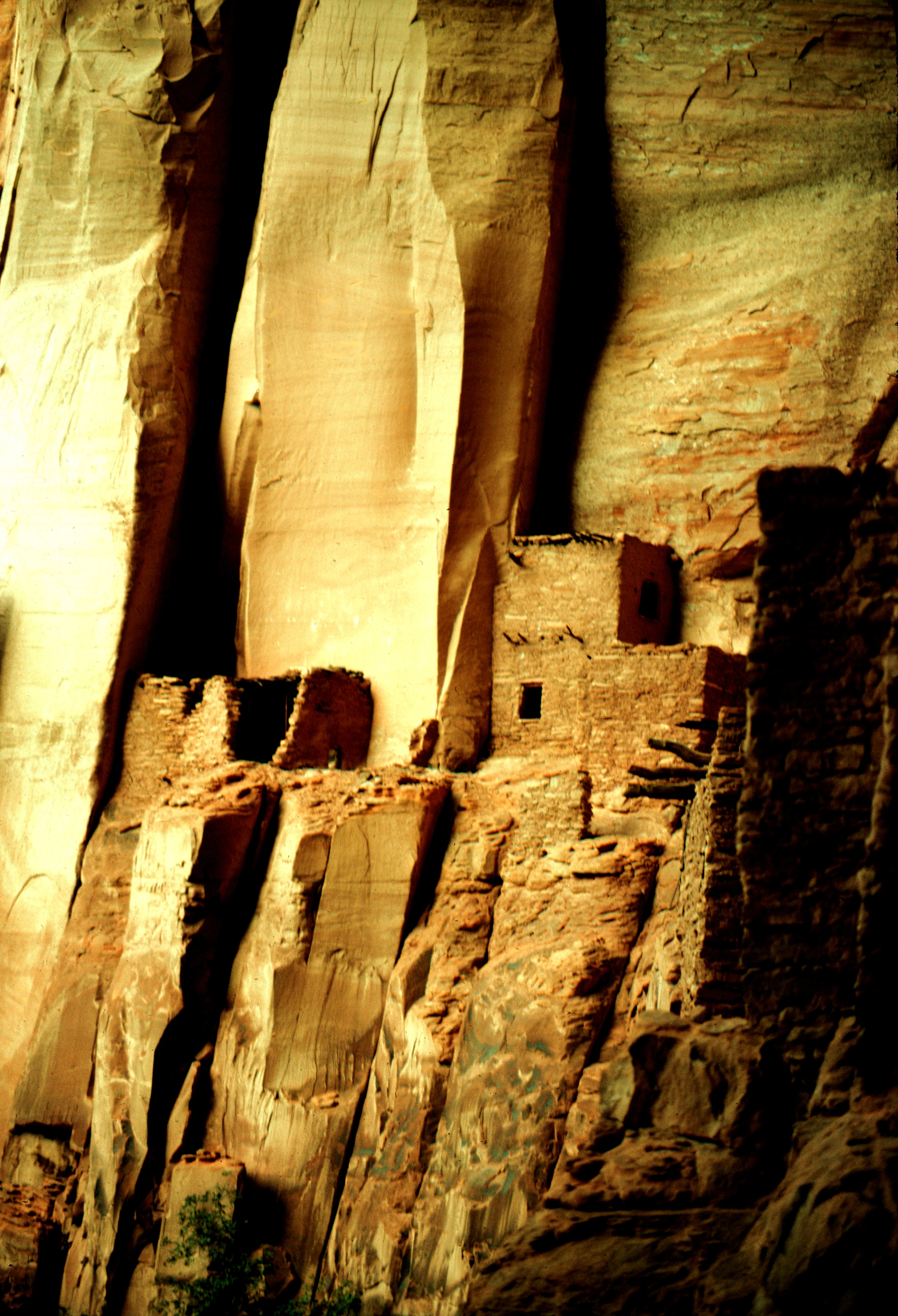